# Рід Кі
Рід Кі (яп. 紀氏, Кі-удзі) — японський аристократичний рід, що мав значну політичну вагу в періоди Асука і Нара. В період Хейан його представники також обіймали посади в міністерствах, проте значно нижчого рівня. Вплив клану Кі значно знизився, поступившись родам Отомо, Абе і Фудзівара.

## Історія
Вів своє походження від напівміфічного героя Такетіусі-но-сукуне (або Такеноуті-но-сукуне), нащадка Хікофуцуосі-номікіто, сина імператора Коґен. Представники цього роду вперше отримують посади при дворі у VI столітті (на думку низки дослідників перші Кі отримали посади наприкінці V століття). Незважаючи на знатне походження до періоду асука не обіймали значних посад.
Поступове піднесення починається у 2-й половині VII ст., коли Кі но Омаро звитяжив у війнах проти корейської держави Сілла. У 684 році рід підтримав імператора Темму в боротьбі за владу. Невдовзі представникам клану Кі надано титул асон (другий у системі кабане).
Найбільше посилення роду Кі сталося в період Нара. В цей час придворні посади обіймало 124 представники клану Кі, з них 11 — вищі, з яких 8 осіб входило до гісейкану (вищої політичної ради в дайдзьокані), 59 осіб були камі (губернаторами) провінцій. При цьому придворні ранги мали 177 членів клану Кі. У 788 році Кі но Косамі отримує важливу посаду сейї-сьоґуна для боротьби з повсталими емісі на півночі Хонсю. Проте його невдача призвела до послаблення політичного впливу Кі.
На початку періоду Хейан рід Кі ще зберігав політичний вплив. Протягом IX століття його представники спільно з родом Отомо становлять опозицію клану Фудзівара. Але вже в наступному столітті рід занепадає, коли він фактично відходить від політичних справ. Члени клану Кі займаються переважно літературою, обіймаючи посади в Дайгакурьо (Палаті наук) та Оммьорьо (Управління у справах Інь і Ян), а також у столичних військових і поліцейських установах.

## Відомі представники
- Кі но Оюмі, учасник військового походу проти Сілли 460-х років
- Кі но Ойва, військовик 480-х років
- Кі но Омаро, тай-сьоґун VI ст.
- Кі но Хіродзумі, тідзюфу-сьоґун VIII ст.
- Кі но Косамі, сейї-сьоґун 788—789 років
- Кі но Нацуі, онук попереднього, відомий каліграф
- Кі но Томонорі, поет
- Кі-но Цураюкі, поет
- Кі но Токібуні, син попереднього, відомий поет